# 红寺堡站
红寺堡站位于中华人民共和国宁夏回族自治区吴忠市红寺堡区，是太中银铁路上的火车站，建于2010年，由中国铁路兰州局集团银川车务段管辖。

## 歷史
- 建于2010年。

## 車站周邊
- 红寺堡人力资源和社会保障局
- 红寺堡区审计局
- 红寺堡区人民法院
- 红寺堡区回民中学
- 红寺堡区人民医院
- 红寺堡二中
- 中国邮政储蓄银行红寺堡区支行
- 红寺堡区人民政府
- 红寺堡第一中学
- 中国农业银行红寺堡支行
- 定武高速公路

## 外部連結
- 中国铁路客户服务中心 （页面存档备份，存于）